# Герб Тайків
Герб Тайкі́в — офіційний символ села Тайки Ємільчинського району Житомирської області, затверджений 22 березня 2013 р. рішенням № 111 XX сесії Тайківської сільської ради VI скликання.

## Опис
Щит поділений срібним косим хрестом. На першому лазуровому полі золоте сонце. На другому золотому полі три лазурові квітки льону. На третьому червоному полі срібна підкова вушками донизу. На четвертому зеленому полі три золоті колоски в стовп, середній вище. Щит обрамований золотим декоративним картушем і увінчаний золотою сільською короною.

## Значення символів
Поділ на чотири частини символізує чотири населених пункти: села Тайки, Просіка, Ілляшівка, Старий Хмерин, які входять до складу територіальної громади. Срібний хрест символізує перші вітряки, які з'явилися в місцевих селах на початку ХІХ ст. Вирощування льону тривалий час було поширеним У селах. Підкова вказує на розвиток ремесел та ковальства зокрема. Колоски символізують сільське господарство.
Автор — Анастасія Сергіївна Романчук.